# Beloiannisz
Beloiannisz es un pueblo húngaro perteneciente al distrito de Dunaújváros, condado de Fejér.

## Superficie
Cuenta con una superficie de 4,54 km².

## Demografía
Hasta 2024 la población era de 979 habitantes, con una densidad de población de 215,63 hab/km².
| Gráfica de evolución demográfica de Beloiannisz entre 2020 y 2024 |
|                                                                   |
| Datos según la Oficina Central de Estadística de Hungría.         |